# Bukietnica
Bukietnica (Rafflesia) – rodzaj roślin z rodziny bukietnicowatych. Obejmuje 40 gatunków występujących w południowo-wschodniej Azji – w Tajlandii, Malezji, Filipinach i Indonezji. Nazwa naukowa rodzaju upamiętnia Sir Thomasa Stamforda Rafflesa – fundatora brytyjskiej kolonii w Singapurze. Bukietnica Arnolda (Rafflesia arnoldii) znana jest jako roślina o największych kwiatach na Ziemi, przez co stanowi atrakcję dla ekoturystów.

## Morfologia

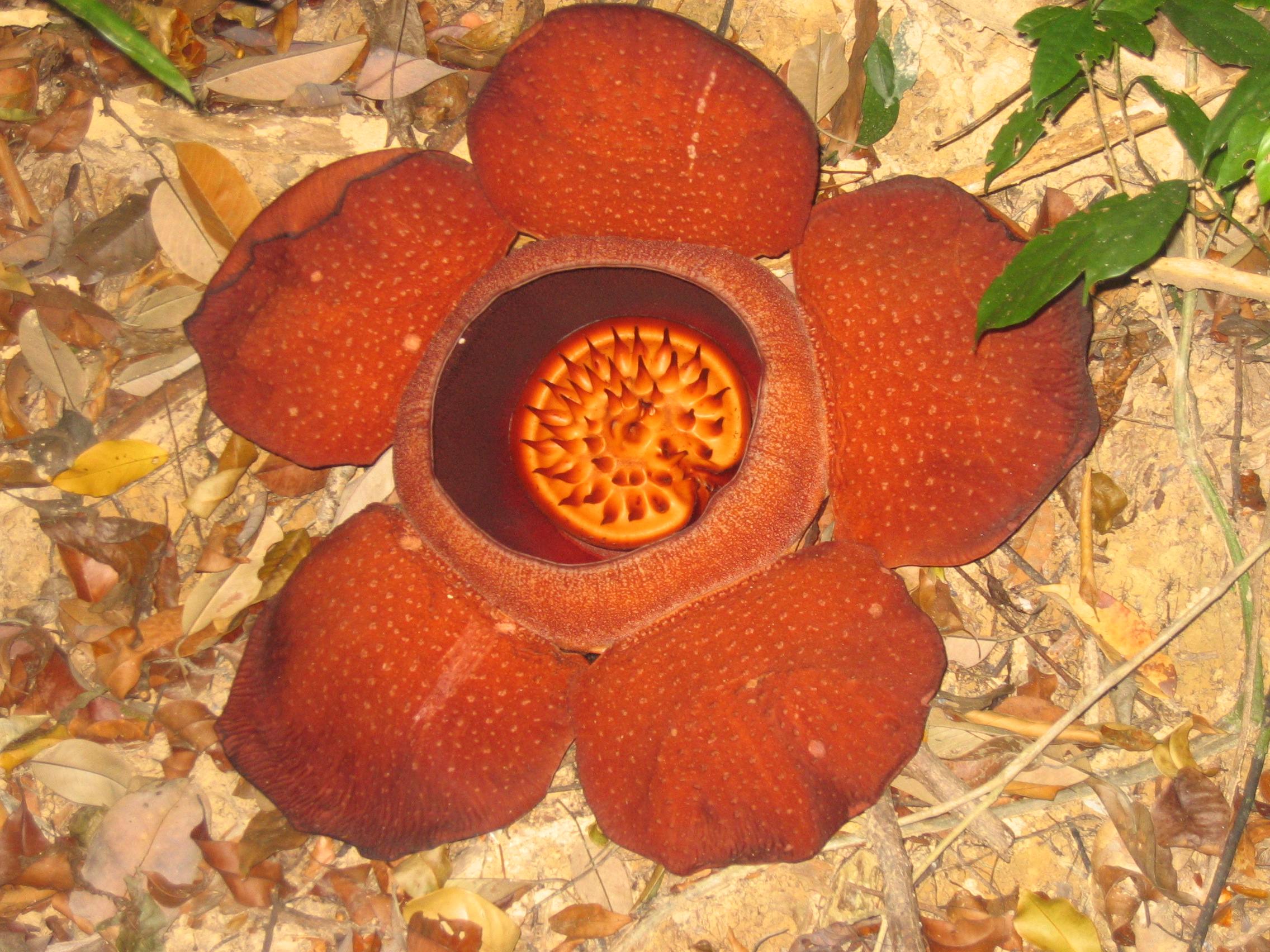
Rafflesia kerrii

PokrójBezzieleniowe rośliny zielne będące wyspecjalizowanymi endopasożytami roślin z rodzaju Tetrastigma (rodzina winoroślowate Vitaceae). O przynależności do roślin naczyniowych świadczą organy generatywne, bowiem żadne inne nie występują. Rośliny żywicielskie przenikają szeregi wielojądrowych komórek przypominające grzybnię.
KwiatyPromieniste, jednopłciowe, pojedyncze wyrastają bezpośrednio z tkanek żywicieli. U większości gatunków kwiaty osiągają średnicę do kilkudziesięciu cm, największe są u bukietnicy Arnolda, w której przypadku osiągają ok. 1 m średnicy i masę 7 kg (rekordowy okaz miał średnicę 106 cm i kwiat o masie ok. 10 kg). Najmniejsze kwiaty w obrębie tego rodzaju ma R. manillana – osiągają 20 cm średnicy. Okwiat jest złożony z jednego okółka składającego się z 5 listków połączonych u dołu. Z podstawy listków okwiatu wyrasta przesłona otaczająca znajdujący się pośrodku prętosłup. W kwiatach żeńskich na obrzeżach górnej tarczy prętosłupa znajdują się powierzchnie znamienia przyjmujące ziarna pyłku. W kwiatach męskich pyłek produkowany jest w rurkowatych i skręconych woreczkach pyłkowych zagłębionych w górnej części prętosłupa. Pyłek otoczony śluzem wypychany jest otworem na górnej powierzchni prętosłupa, skąd przenoszony jest przez zapylające owady do kwiatów żeńskich. Zalążnia jest położona dolnie i tworzona jest z 4–8 połączonych owocolistków.
OwoceJagody zawierające liczne nasiona pogrążone w śluzowej masie owocowej, powstającej w wyniku rozpuszczenia ścian zalążni.

## Systematyka
Wykaz gatunków
- Rafflesia arnoldi R.Br. – bukietnica Arnolda
- Rafflesia aurantia Barcelona, Co & Balete
- Rafflesia azlanii Latiff & M.Wong
- Rafflesia baletei Barcelona & Cajano
- Rafflesia banaoana Malabrigo
- Rafflesia bengkuluensis Susatya, Arianto & Mat-Salleh
- Rafflesia borneensis Koord.
- Rafflesia camarinensis F.B.Valenz., Jaucian-Adan, Agoo & Madulid
- Rafflesia cantleyi Solms
- Rafflesia ciliata Koord.
- Rafflesia consueloae Galindon, Ong & Fernando
- Rafflesia gadutensis Meijer
- Rafflesia hasseltii Suringar
- Rafflesia horsfieldii R.Br.
- Rafflesia keithii Meijer
- Rafflesia kemumu Susatya, Hidayati & Riki
- Rafflesia kerrii Meijer
- Rafflesia lagascae Blanco
- Rafflesia lawangensis Mat-Salleh, Mahyuni & Susatya
- Rafflesia leonardi Barcelona & Pelser
- Rafflesia lobata R.Galang & Madulid
- Rafflesia manillana Teschem.
- Rafflesia meijeri Wiriad. & Sari
- Rafflesia micropylora Meijer
- Rafflesia mira Fernando & Ong
- Rafflesia mixta Barcelona, Manting, Arbolonio, R.B.Caball. & Pelser
- Rafflesia parvimaculata Sofiyanti, K.Mat-Salleh, Khairil, Zuhailah, Mohd.Ros. & Burs
- Rafflesia philippensis Blanco
- Rafflesia pricei Meijer
- Rafflesia rochussenii Teijsm. & Binn.
- Rafflesia schadenbergiana Göpp. ex Hieron.
- Rafflesia sharifah-hapsahiae J.H.Adam, R.Mohamed, Aizat-Juhari & K.L.Wan
- Rafflesia speciosa Barcelona & Fernando
- Rafflesia su-meiae M.Wong, Nais & F.Gan
- Rafflesia tengku-adlinii Mat-Salleh & Latiff
- Rafflesia tuan-mudae Becc.
- Rafflesia tuanku-halimii J.H.Adam, Aizat-Juhari, Azilah & K.L.Wan
- Rafflesia verrucosa Balete, Pelser, Nickrent & Barcelona
- Rafflesia witkampii Koord.
- Rafflesia zollingeriana Koord.